# Lackawanna and Wyoming Valley Railroad
Die Lackawanna and Wyoming Valley Railroad (AAR-reporting mark: LWV) war eine Bahngesellschaft im Nordosten des US-Bundesstaats Pennsylvania. Sie betrieb von 1903 bis 1952 eine im Personen- und Güterverkehr genutzte Interurban-Verbindung zwischen Scranton und Wilkes-Barre. Die gut 30 km lange, so genannte Laurel Line war im Gegensatz zu den meisten anderen Interurban-Strecken in Pennsylvania in Normalspur ausgeführt. Nach Einstellung des Personenverkehrs im Jahr 1952 und Aufgabe des elektrischen Betriebs im Folgejahr wurde mit Diesellokomotiven noch bis 1976 Güterverkehr angeboten.

## Geschichte
Zu Beginn des 20. Jahrhunderts waren die beiden etwa 30 km voneinander entfernten größten Städte der Industrieregion Wyoming Valley im Nordosten Pennsylvanias, Scranton und Wilkes-Barre, im Schienenpersonenverkehr durch Züge der Delaware and Hudson Company (D&H) und Central Railroad of New Jersey (CNJ) sowie Umsteigeverbindungen zwischen den lokalen Straßenbahnnetzen verbunden. Weder die auf den Langstreckenverkehr ausgelegten Züge noch die langsamen Straßenbahnfahrten mit Umstiegen konnten das Verkehrsbedürfnis jedoch ideal erfüllen. Lokale Interessenten sowie Investoren aus Philadelphia begannen daher um 1900, den Bau einer Interurban zwischen den beiden Städten zu untersuchen. Da auch Güterverkehr mit Übergang zu Eisenbahngesellschaften angeboten werden sollte, wurde nicht mit der bei zahlreichen Straßenbahnbetrieben in Pennsylvania üblichen Breitspur von 1581 mm oder 1588 mm, sondern mit der Regelspurweite von 1435 mm geplant. Die Westinghouse Electric Corporation von George Westinghouse trat Mitte 1901 mit den Unterstützern in Kontakt und stellte sowohl ein Angebot für die elektrische Ausrüstung als auch eine Beteiligung am Unternehmen in Aussicht.
Die neu gegründete Lackawanna and Wyoming Valley Railroad konnte daraufhin noch 1901 mit dem Bau einer zweigleisigen, elektrifizierten Bahnstrecke zwischen Scranton und Wilkes-Barre sowie einer kurzen Zweigstrecke in das östlich von Scranton gelegene Dunmore beginnen. Obwohl sie in ihrer Bau- und Betriebsform zahlreichen Interurban-Überlandstraßenbahnen glich, wurde die Bahngesellschaft nach den gesetzlichen Regelungen der Vollbahngesellschaften (steam railroads) gegründet. Dies ermöglichte ihr in einzelnen Fällen die Enteignung von Grundstücken im Trassenverlauf. Zur Stromübertragung wurde an den Strecken weitgehend auf Stromschienen zurückgegriffen; lediglich ein kurzer Abschnitt an der Endstation Wilkes-Barre war mit Oberleitung ausgestattet.

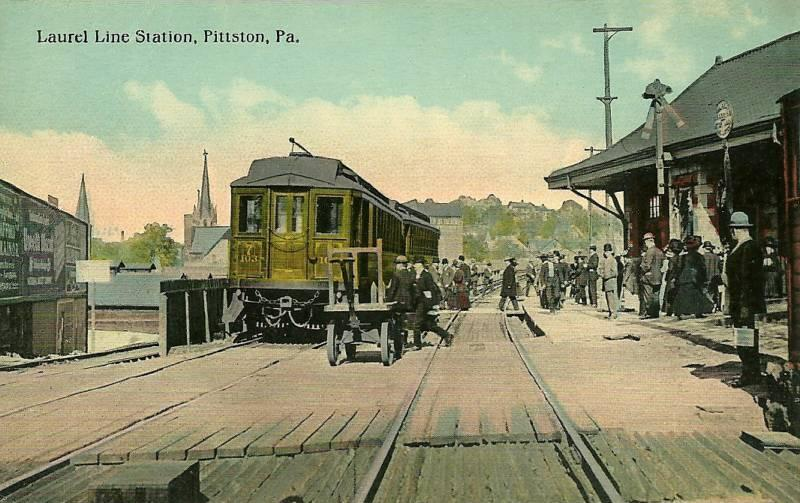
Die Laurel Line-Station in Pittston, circa 1912

Der erste Abschnitt der Hauptstrecke zwischen Scranton und Pittston wurde am 20. März 1903 in Betrieb genommen, der anschließende Abschnitt bis Wilkes-Barre im Herbst. Steigungsabschnitte über den Moosic Mountain mit Neigungen von knapp 40 ‰ stellten von Beginn an ein Betriebshindernis dar, so dass am 5. Juli 1904 mit dem Bau eines 1447 m langen Tunnels begonnen wurde, der am 19. Oktober 1905 eröffnet wurde. Im Gegensatz zum zweigleisig trassierten Rest der Hauptstrecke war der Tunnel jedoch nur eingleisig. Ein Teil der Fahrten nutzte zunächst auch weiterhin die bisherige Strecke über den Hügel, ehe diese 1914 stillgelegt wurde. Die Baukosten für das gesamte Streckennetz und den Tunnel beliefen sich auf etwa 6 Millionen Dollar.
Das unter dem Namen Laurel Line vermarktete Personenverkehrsangebot der Lackawanna and Wyoming Valley Railroad wurde bald intensiv genutzt. Der Fahrplan sah in den ersten Jahrzehnten meist drei Fahrten pro Stunde und Richtung vor, wovon jeweils eine Fahrt als Limited mit nur wenigen Zwischenhalten verkehrte. Neben dem Verkehr zwischen den Städten sowie ihren Vororten, wo insbesondere der Berufsverkehr wichtig war, bediente die Laurel Line auch zwei Freizeitparks nahe Scranton, den Luna Park (1906–1916) und den Rocky Glen Park (ab 1903). Die höchsten Fahrgastzahlen wurden im Jahr 1921 mit 4,2 Millionen Passagieren verzeichnet. 1931 wurden aufgrund rückläufiger Nutzung die Limited-Verbindungen eingestellt, allerdings 1946 wieder eingeführt.
Bereits in den 1930er-Jahren, insbesondere aber ab dem Ende des Zweiten Weltkriegs gingen die Fahrgastzahlen deutlich zurück. Der Personenverkehr auf der Zweigstrecke nach Dunmore wurde am 24. Oktober 1945 eingestellt; der Fahrplan auf der Hauptstrecke wurde schrittweise auf einen Halbstundentakt und schließlich einen Stundentakt mit Verstärkerzügen zu den Hauptverkehrszeiten eingeschränkt. Am 31. Dezember 1952 wurde der Personenverkehr schließlich eingestellt.
Auch wenn noch 1947 60 % des Umsatzes auf den Personenverkehr entfielen, hatte die Lackawanna and Wyoming Valley Railroad von Beginn an auch signifikanten Güterverkehr. Übergang zu anderen Bahngesellschaften bestand dabei in Scranton zur Delaware, Lackawanna and Western Railroad (DL&W), in Dunmore zur Erie Railroad, in Pittston ebenfalls zur Erie sowie zur Susquehanna Connecting Railroad sowie in Wilkes-Barre zur Lehigh Valley Railroad (LV). In den späten 1940er-Jahren wurde das Güterverkehrsnetz noch durch eine mit Oberleitung elektrifizierte Zweigstrecke von Moosic nach Minooka erweitert, um ein neues General-Electric-Werk und weitere Industrien anzuschließen. Nach dem Ende des Personenverkehrs wurde der Güterverkehr noch bis 19. August 1953 mit elektrischen Lokomotiven durchgeführt, ehe die Stromschienen und Oberleitungen abgeschaltet wurden. Zur Traktion wurden stattdessen Diesellokomotiven der DL&W angemietet.
Im Mai 1949 musste die Lackawanna and Wyoming Valley Railroad Insolvenz anmelden. Der Betrieb wurde unter Aufsicht eines Insolvenzverwalters fortgeführt und ein Plan zur Reorganisation erarbeitet, der aber erst 1957 fertiggestellt wurde. Mit Abschluss der Neuorganisation wurde die Lackawanna and Wyoming Valley Railway gegründet, die Aktivitäten und Anlagen der Lackawanna and Wyoming Valley Railroad übernahm. Die DL&W hatte bereits am 6. Dezember 1957 gut 80 % der Firmenanteile erworben. Als Tochterunternehmen der DL&W bzw. ab 1960 der Erie Lackawanna Railroad (EL) bestand die neu gegründete Gesellschaft noch bis 1976 fort.
Die Hauptstrecke war nach dem zum Jahresende 1952 erfolgten Ende des Personenverkehrs auf ein Gleis zurückgebaut und die seit 19. August 1953 ungenutzten Anlagen des elektrischen Betriebs schrittweise abgebaut worden. 1961 wurde der Streckenabschnitt zwischen South Scranton/Moosic und Inkerman nahe Wilkes-Barre eingestellt, der Güterverkehr an beiden Enden jedoch weiter betrieben.
Die Consolidated Rail Corporation (Conrail) übernahm 1976 mit dem EL-Bahnbetrieb die Verkehre in South Scranton/Moosic und die Leistungen auf den verbliebenen Laurel Line-Gleisen in Wilkes-Barre. Letztere endeten jedoch Anfang der 1980er-Jahre und der verbliebene Streckenabschnitt von Wilkes-Barre bis Inkerman wurde zum 5. April 1983 stillgelegt. Auch der Abschnitt zwischen Brady Yard und Moosic wurde von Conrail am 22. Juli 1982 aufgegeben, da Moosic und die anschließende Zweigstrecke nach Minooka durch eine Gleisverbindung von der in Moosic nahezu parallel zur Laurel Line verlaufenden ehemaligen Erie-Strecke bedient werden konnten. Dieser Abschnitt der Laurel Line-Strecke blieb jedoch ungenutzt erhalten und wurde im Jahr 2000 durch das County wieder reaktiviert.

## Infrastruktur
Die Lackawanna and Wyoming Valley Railroad betrieb eine 30,5 km (19 Meilen) lange zweigleisige Strecke zwischen Scranton und Wilkes-Barre. Eine eingleisige Zweigstrecke führte von Moosic nach Dunmore. Mit Ausnahme eines mit Oberleitung ausgerüsteten Abschnitts in Wilkes-Barre waren beide Strecken mit Stromschiene elektrifiziert. Es wurde Gleichstrom mit einer Spannung von 600 Volt verwendet. Zur Einspeisung aus dem Wechselstromnetz bestanden zwei Unterwerke, eines in Avoca und eines in Plains.
Der Endbahnhof in Scranton lag direkt neben dem Bahnhofsgebäude der DL&W, der Endbahnhof in Wilkes-Barre an der East Market Street im Stadtzentrum.
Ein 6,6 km langer Abschnitt der Hauptstrecke einschließlich des 1447 m langen Tunnels besteht bis heute und ist Eigentum der Pennsylvania Northeast Regional Railroad Authority (PNRRA) der Counties Lackawanna und Monroe. Die heute eingleisige und mit Oberleitung elektrifizierte Teilstrecke ist an die Delaware-Lackawanna Railroad (DL) vermietet. Sie wird von der DL im Güterverkehr und von Sonderfahrten des Electric City Trolley Museums genutzt.

## Fahrzeuge

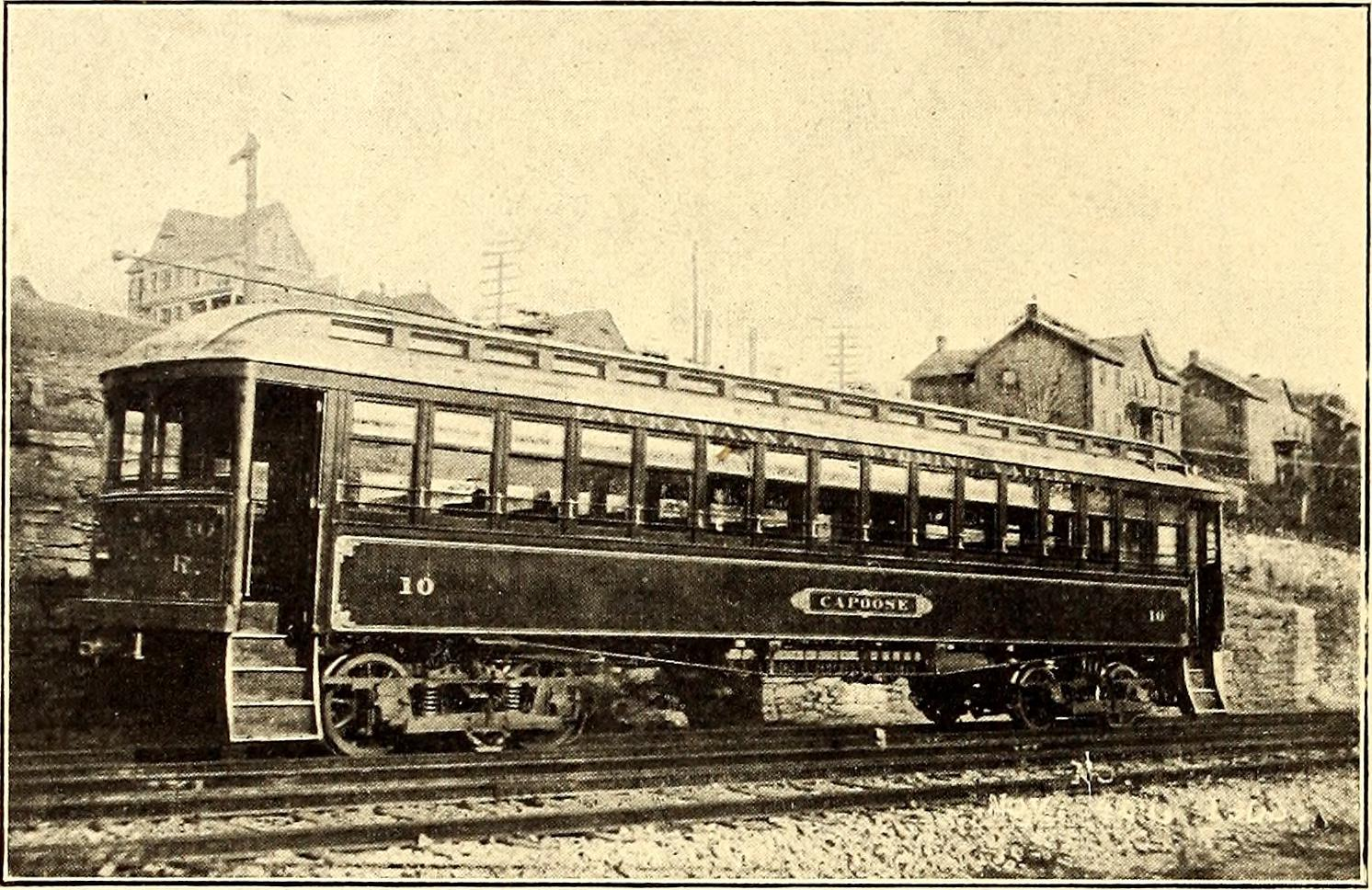
Triebwagen 10 des Typs M, 1906

Im Personenverkehr nutzte die Lackawanna and Wyoming Valley Railroad in den ersten Betriebsjahren 24 Triebwagen mit Holzaufbauten, die sich auf zwei Typen (L für Fahrzeuge des Herstellers Jackson and Sharp Company und M für Fahrzeuge des Herstellers John Stephenson Car Company) verteilten. Ab 1924 wurden sukzessive neun größere Triebwagen mit Stahlaufbauten sowie drei passende Beiwagen bei der Osgood Bradley Car Company beschafft, die seither den Großteil der Leistungen erbrachten. Insbesondere auf der Dunmore-Zweigstrecke sowie für Verstärkerleistungen blieben jedoch bis zuletzt Triebwagen des Typs M im Dienst.
Für den Güterverkehr standen ab Betriebsaufnahme zwei durch Baldwin und Westinghouse gebaute elektrische Lokomotiven sowie ab 1919 eine in den eigenen Werkstätten konstruierte dritte Maschine zur Verfügung.